# Meet Me Halfway
"Meet Me Halfway" là một bài hát của nhóm nhạc Mỹ The Black Eyed Peas nằm trong album phòng thu thứ năm của họ, The E.N.D. (2009). Nó được phát hành như là đĩa đơn thứ ba trích từ album vào ngày 23 tháng 9 năm 2009 bởi Interscope Records. Bài hát được đồng viết lời bởi cả bốn thành viên của nhóm will.i.am, Fergie, Taboo và apl.de.ap với Jean Baptiste, Sylvia Gordon và Keith Harris, trong khi phần sản xuất được đảm nhiệm bởi will.i.am và Harris. Trước khi phát hành album, "Meet Me Halfway" đã được chọn làm đĩa đơn quảng bá cuối cùng như là một phần của chiến dịch "Countdown to The The E.N.D." nhằm giới thiệu mỗi bài hát mới trong ba tuần liên tiếp cho đến ngày phát hành album. Đây là một bản dance-pop kết hợp với những yếu tố của disco với nội dung đề cập sự tha thứ trong một mối quan hệ tình cảm, trong đó cô gái đứng giữa ranh giới và chờ đợi chàng trai, đồng thời sẵn sàng thỏa hiệp để anh nhận ra những gì có thể đánh mất nếu tiếp tục cố chấp. Phong cách hát của Fergie cũng nhận được nhiều sự so sánh với những tác phẩm của Madonna, và nữ ca sĩ thừa nhận rằng điều này đã được cô chủ động thực hiện như là một sự tri ân đến Madonna.
Sau khi phát hành, "Meet Me Halfway" nhận được những phản ứng tích cực từ các nhà phê bình âm nhạc, trong đó họ đánh giá cao quá trình sản xuất của nó cũng như chất giọng trong trẻo và đầy cảm xúc của Fergie. Bài hát cũng gặt hái những thành công vượt trội về mặt thương mại, đứng đầu các bảng xếp hạng ở Úc, Bỉ, Đức và Vương quốc Anh, nơi The Black Eyed Peas trở thành nhóm nhạc đầu tiên kể từ năm 1980 có ba đĩa đơn quán quân từ một album tại đây, và lọt vào top 10 ở hầu hết những quốc gia nó xuất hiện, bao gồm vươn đến top 5 ở Áo, Canada, Pháp, Hungary, Ireland, Ý, Hà Lan, New Zealand, Tây Ban Nha, Thụy Điển và Thụy Sĩ. Tại Hoa Kỳ, "Meet Me Halfway" đạt vị trí thứ bảy trên bảng xếp hạng Billboard Hot 100, trở thành đĩa đơn thứ sáu của nhóm vươn đến top 10 và là đĩa đơn thứ ba liên tiếp từ The E.N.D. làm được điều này. Ngoài ra, nó còn được chứng nhận hai đĩa Bạch kim từ Hiệp hội Công nghiệp ghi âm Mỹ (RIAA), công nhận hai triệu bản đã được tiêu thụ tại đây.
Video ca nhạc cho "Meet Me Halfway" được đạo diễn bởi Ben Mor, người đã cộng tác với The Black Eyed Peas trong video ca nhạc của đĩa đơn trước "I Gotta Feeling", trong đó các thành viên xuất hiện ở những hành tinh khác nhau thuộc Hệ Mặt Trời, bao gồm Fergie nằm giữa một khu rừng xanh tươi tốt, apl.de.ap bay giữa một hành tinh sa mạc trong quần áo du mục, will.i.am cưỡi một con voi trên sao Mộc và Taboo lướt quanh Mặt trời như là một phi hành gia. Để quảng bá bài hát, nhóm đã trình diễn nó trên nhiều chương trình truyền hình và lễ trao giải lớn, bao gồm The Oprah Winfrey Show, Saturday Night Live, The X Factor UK, Show thời trang Victoria's Secret năm 2009, giải thưởng Âm nhạc Mỹ năm 2009 và giải thưởng Âm nhạc NRJ năm 2010, cũng như trong tất cả những chuyến lưu diễn của họ. Kể từ khi phát hành, "Meet Me Halfway" đã được hát lại và sử dụng làm nhạc mẫu bởi một số nghệ sĩ, như The Futureheads, Haste the Day và N-Dubz.

## Danh sách bài hát
Đĩa CD tại châu Âu
1. "Meet Me Halfway" (radio chỉnh sửa) – 3:45
2. "Meet Me Halfway" (David Guetta FMIF phối lại) – 6:13

Đĩa CD tại Úc và Pháp
1. "Meet Me Halfway" (radio chỉnh sửa) – 3:45
2. "Boom Boom Guetta" (David Guetta's Electro Hop phối lại) – 4:05

## Xếp hạng
| Bảng xếp hạng (2009-10)             | Vị trí cao nhất |
| ----------------------------------- | --------------- |
| Úc (ARIA)                           | 1               |
| Áo (Ö3 Austria Top 40)              | 4               |
| Bỉ (Ultratop 50 Flanders)           | 1               |
| Bỉ (Ultratop 50 Wallonia)           | 1               |
| Brazil (ABPD)                       | 2               |
| Canada (Canadian Hot 100)           | 5               |
| Cộng hòa Séc (Rádio Top 100)        | 3               |
| Đan Mạch (Tracklisten)              | 9               |
| Châu Âu (European Hot 100 Singles)  | 1               |
| Phần Lan (Suomen virallinen lista)  | 16              |
| Pháp (SNEP)                         | 3               |
| Đức (Official German Charts)        | 1               |
| Hungary (Rádiós Top 40)             | 4               |
| Hungary (Dance Top 40)              | 16              |
| Ireland (IRMA)                      | 2               |
| Ý (FIMI)                            | 2               |
| Hà Lan (Dutch Top 40)               | 3               |
| Hà Lan (Single Top 100)             | 5               |
| New Zealand (Recorded Music NZ)     | 3               |
| Na Uy (VG-lista)                    | 13              |
| Ba Lan (Polish Singles Chart)       | 2               |
| Romania (Romanian Top 100)          | 1               |
| Scotland (OCC)                      | 1               |
| Slovakia (Rádio Top 100)            | 5               |
| Tây Ban Nha (PROMUSICAE)            | 5               |
| Thụy Điển (Sverigetopplistan)       | 5               |
| Thụy Sĩ (Schweizer Hitparade)       | 3               |
| Anh Quốc (OCC)                      | 1               |
| Anh Quốc R&B (OCC)                  | 1               |
| Hoa Kỳ Billboard Hot 100            | 7               |
| Hoa Kỳ Dance Club Songs (Billboard) | 17              |
| Hoa Kỳ Pop Airplay (Billboard)      | 10              |
| Hoa Kỳ Rhythmic (Billboard)         | 9               |

| Bảng xếp hạng (2009)                 | Vị trí |
| ------------------------------------ | ------ |
| Australia (ARIA)                     | 8      |
| Australia Urban (ARIA)               | 3      |
| Belgium (Ultratop 50 Flanders)       | 55     |
| Belgium (Ultratop 40 Wallonia)       | 37     |
| Canada (Canadian Hot 100)            | 75     |
| France (SNEP)                        | 39     |
| Germany (Official German Charts)     | 69     |
| Hungary (Rádiós Top 40)              | 148    |
| Ireland (IRMA)                       | 6      |
| Netherlands (Dutch Top 40)           | 63     |
| Netherlands (Single Top 100)         | 82     |
| New Zealand (Recorded Music NZ)      | 28     |
| Switzerland (Schweizer Hitparade)    | 95     |
| UK Singles (Official Charts Company) | 10     |
| Bảng xếp hạng (2010)                 | Vị trí |
| Australia (ARIA)                     | 98     |
| Australia Urban (ARIA)               | 27     |
| Austria (Ö3 Austria Top 75)          | 22     |
| Belgium (Ultratop 50 Flanders)       | 19     |
| Belgium (Ultratop 40 Wallonia)       | 11     |
| Canada (Canadian Hot 100)            | 39     |
| Europe (European Hot 100 Singles)    | 3      |
| France (SNEP)                        | 29     |
| Germany (Official German Charts)     | 30     |
| Hungary (Rádiós Top 40)              | 11     |
| Hungary (Dance Top 40)               | 53     |
| Italy (FIMI)                         | 16     |
| Netherlands (Dutch Top 40)           | 79     |
| Romania (Romanian Top 100)           | 34     |
| Spain (PROMUSICAE)                   | 18     |
| Sweden (Sverigetopplistan)           | 60     |
| Switzerland (Schweizer Hitparade)    | 32     |
| UK Singles (Official Charts Company) | 103    |
| US Billboard Hot 100                 | 58     |

| Bảng xếp hạng (2000-09)              | Vị trí |
| ------------------------------------ | ------ |
| Australia (ARIA)                     | 40     |
| UK Singles (Official Charts Company) | 62     |

## Chứng nhận
| Quốc gia                                                                           | Chứng nhận  | Số đơn vị/doanh số chứng nhận |
| ---------------------------------------------------------------------------------- | ----------- | ----------------------------- |
| Úc (ARIA)                                                                          | 3× Bạch kim | 210.000^                      |
| Bỉ (BEA)                                                                           | 2× Bạch kim | 0*                            |
| Canada (Music Canada)                                                              | 2× Bạch kim | 20.000^                       |
| Đan Mạch (IFPI Đan Mạch)                                                           | Vàng        | 15.000^                       |
| Pháp (SNEP)                                                                        | Bạch kim    | 150,000*                      |
| Đức (BVMI)                                                                         | Bạch kim    | 500.000‡                      |
| Ý (FIMI)                                                                           | Bạch kim    | 20.000*                       |
| New Zealand (RMNZ)                                                                 | Bạch kim    | 15.000*                       |
| Tây Ban Nha (PROMUSICAE)                                                           | Bạch kim    | 40.000*                       |
| Thụy Sĩ (IFPI)                                                                     | Vàng        | 15.000^                       |
| Anh Quốc (BPI)                                                                     | Bạch kim    | 866,000                       |
| Hoa Kỳ (RIAA)                                                                      | 2× Bạch kim | 2.000.000^                    |
| * Chứng nhận dựa theo doanh số tiêu thụ. ^ Chứng nhận dựa theo doanh số nhập hàng. |             |                               |